# Protalebrella brasiliensis
Protalebrella brasiliensis är en insektsart som först beskrevs av Baker 1899.  Protalebrella brasiliensis ingår i släktet Protalebrella och familjen dvärgstritar. Inga underarter finns listade i Catalogue of Life.